# Zarhopalus sheldoni
Zarhopalus sheldoni är en stekelart som beskrevs av William Harris Ashmead 1900. Zarhopalus sheldoni ingår i släktet Zarhopalus och familjen sköldlussteklar.
Artens utbredningsområde är Uzbekistan. Inga underarter finns listade i Catalogue of Life.